# Saint-Clair-de-la-Tour
 Saint-Clair-de-la-Tour  es una población y comuna francesa, en la región de Ródano-Alpes, departamento de Isère, en el distrito de La Tour-du-Pin y cantón de La Tour-du-Pin.

## Demografía
| 1996 | 1808 | 2244 | 2758 | 2565 | 2677 |
| Para los censos de 1962 a 1999 la población legal corresponde a la población sin duplicidades (Fuente: INSEE [Consultar]) |      |      |      |      |      |